# غيل ديكسون
غيل ديكسون (بالإنجليزية: Gale Dixon)‏ هي ممثلة أمريكية، ولدت في 1946، وتوفيت في 1 مايو 2012.

## وصلات خارجية
- غيل ديكسون على موقع IMDb (الإنجليزية)
- غيل ديكسون على موقع IMDb (الإنجليزية)
- غيل ديكسون على موقع قاعدة بيانات برودواي على الإنترنت (الإنجليزية)
- غيل ديكسون على موقع قاعدة بيانات الفيلم (الإنجليزية)